# La Paz, Santa Cruz Zenzontepec
La Paz är en ort i Mexiko.   Den ligger i kommunen Santa Cruz Zenzontepec och delstaten Oaxaca, i den sydöstra delen av landet, 400 km sydost om huvudstaden Mexico City. La Paz ligger 1 041 meter över havet och antalet invånare är 265.
Terrängen runt La Paz är bergig västerut, men österut är den kuperad. Runt La Paz är det glesbefolkat, med 10 invånare per kvadratkilometer. Närmaste större samhälle är Llano Nuevo, 11,8 km väster om La Paz. I omgivningarna runt La Paz växer huvudsakligen savannskog.